# Eugoa transfasciata
Eugoa transfasciata är en fjärilsart som beskrevs av Rothschild 1912. Eugoa transfasciata ingår i släktet Eugoa och familjen björnspinnare. Inga underarter finns listade i Catalogue of Life.